# بورون
البورون (أو اختصاراً البور) هو عنصر كيميائي له الرمز B والعدد الذرّي 5. يقع البورون ضمن عناصر الدورة الثانية وعلى رأس المجموعة الثالثة عشر (المجموعة الثالثة وفق ترقيم المجموعات الرئيسية) في الجدول الدوري وذلك كعنصر مجموعة رئيسي، حيث أنّ مجموعته تسمّى باسمه، مجموعة البورون. عنصر البورون بشكله الفلزّي الحرّ هو شبه فلز قليل الوفرة في الكون وعلى سطح الأرض، وغالباً ما يوجد متّحداً مع الأكسجين على شكل معادن البورات مثل البورق. لا يوجد البورون بشكل حرّ في الطبيعة، كما يصعب إنتاجه بالشكل النقي صناعياً لتشكيله موادً حراريّة. هناك عدّة متآصلات للبورون، فالشكل اللابلّوري من مسحوق بنّي، في حين أنّ البورون البلّوري من مادة صلبة سوداء اللون وقاسية، ذات موصلية كهربائيّة رديئة.
إنّ لمركّبات البورون تطبيقات مختلفة في صناعات عدّة. على سبيل المثال تستخدم مركّبات البورون كمواد مضافة في صناعة الألياف الزجاجيّة المستخدمة في مجال العزل ومواد البناء، كما تدخل في تركيب زجاج البوروسيليكات وفي صناعة الخزف، بالإضافة إلى صناعة الأسمدة، وفي مجال المنظّفات والمبيّضات.
لا توجد سمّيّة لأملاح البورات بالنسبة للثديّيات، لكنّها بالمقابل سامّة بالنسبة لمفصليّات الأرجل، لذلك تستخدم كمبيدات حشريّة. يستخدم حمض البوريك كمضاد ميكروبي، كما أنّ هناك عدّة مضادات حيويّة عضويّة طبيعيّة حاوية على عنصر البورون. إنّ وجود عنصر البورون في التربة ضروري بالنسبة للنباتات، حيث أنّ مركّبات البورون تلعب دوراً داعماً للجدار الخلوي في مختلف النباتات.

## التاريخ وأصل التسمية
إنّ تسمية بورون مشتقة من البورق (وذلك من الكلمة الفارسية بوره إلى العربية بورق منه إلى الإغريقيّة βοραχου والتي أصبحت البوراكس borax فيما بعد)، وسمّي العنصر لاحقاً بالبورون على وزن كربون، وذلك لتشابههما في بعض الخواص.

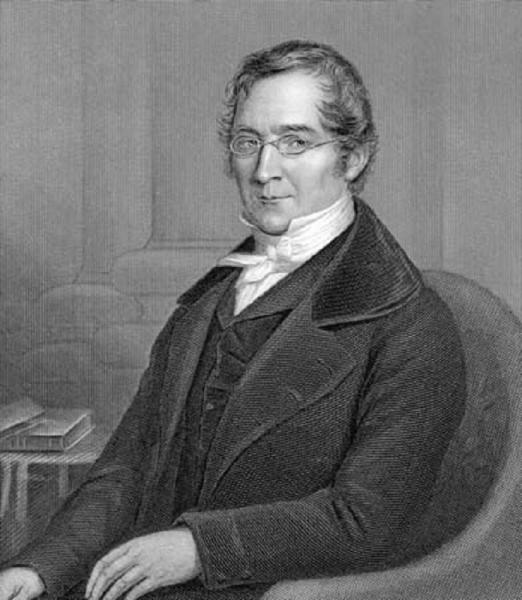
لوي جوزيف غي ـ لوساك

عرفت مركّبات البورون منذ القدم، ففي مصر القديمة استخدم النطرون من أجل تحنيط المومياءات، والذي كان يحوي، بالإضافة إلى بعض المركبات الأخرى، على البورات. منذ القرن الرابع للميلاد استعملت مركّبات البورون في إمبراطورية الصين لإنتاج زجاج البورق، وعبر طريق الحرير انتقل إلى غرب أسيا، حيث ورد ذكر البورق في كتب جابر بن حيان حوالي سنة 700 بعد الميلاد. وصل زجاج البورق إلى أوروبا بواسطة الرحالة ماركو بولو، والذي جلبه إلى إيطاليا في القرن الثالث عشر ميلادي. وصف جورجيوس أغريكولا في القرن السادس عشر استعمال البورق كصهارة في علم الفلزات. في سنة 1777، عرف حمض البوريك في الينابيع الساخنة قرب فلورنسا تحت اسم sal sedativum، وكان يستعمل للأغراض الطبّيّة. كان معدن الساسوليت المصدر الرئيسي للبورق في أوروبا حتّى نهاية القرن التاسع عشر إلى أن جرى الاستيراد من مصادر أمريكية. شاع إنتاج البورق في الولايات المتحدة نهاية القرن التاسع عشر بسبب كبر الكمّيّات المنتجة، وكان فرانسيس ماريون سميث، والذي يعرف باسم ملك البورق، أحد الروّاد في هذا المجال، حيث أسّس شركة Pacific Coast Borax Company، ممّا أدّى إلى انخفاض سعرها.

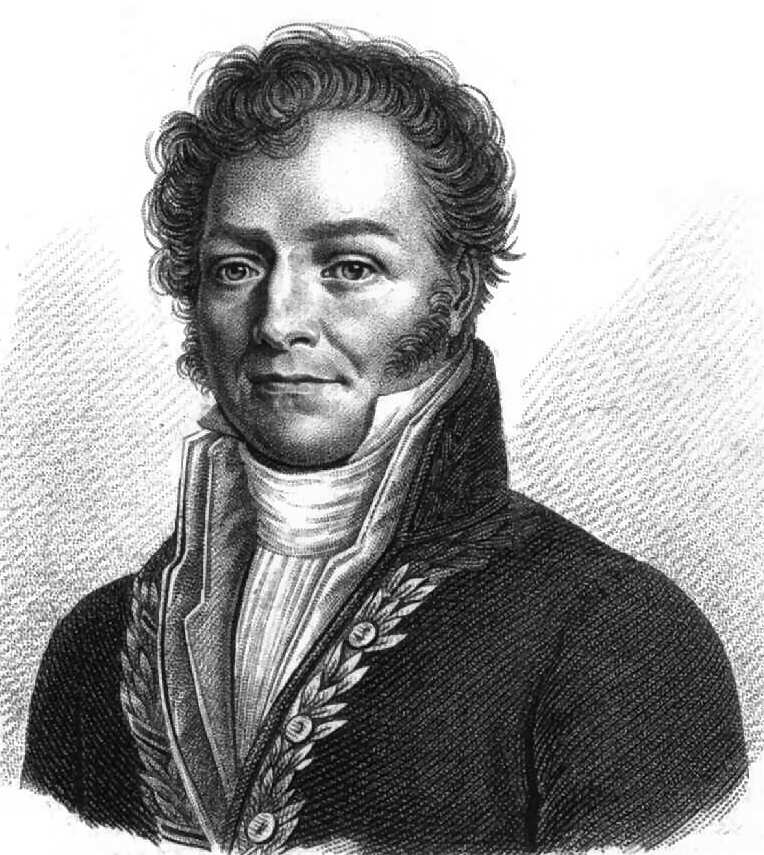
لوي جاك تينار

عزل البورون كعنصر لأوّل مرّة سنة 1808 من قبل لوي جوزيف غي لوساك ولوي جاك تينار وذلك بإجراء عمليّة اختزال لمركب ثلاثي أكسيد البورون باستخدام البوتاسيوم. استخدم غي ـ لوساك وتينار فلزّ الحديد لاختزال حمض البوريك عند درجات حرارة مرتفعة، وبيّنا من خلال أكسدة البورون بالهواء أنّ حمض البوريك هو ناتج لعمليّة الأكسدة هذه.
بشكل منفصل، تمكّن همفري ديفي لاحقاً سنة 1809 من عزل العنصر والتعرّف عليه، وذلك بإجراء عمليّة تحليل كهربائي لحمض البوريك. وفي تجارب لاحقة، استطاع ديفي عزل كمّيّات كافية من البورون باختزال حمض البوريك بالبوتاسيوم بدل إجراء عملية التحليل الكهربائي، وسمّى العنصر الجديد باسم بوراسيوم boracium.
تمكّن يونس ياكوب بيرسيليوس من تحديد البورون كعنصر في سنة 1824، وذلك عن طريق اختزال ملح بوروفلوريد البوتاسيوم (رباعي فلوروبورات البوتاسيوم) باستخدام فلزّ البوتاسيوم. في وقت لاحق، تمكّن فاينتراوب سنة 1909 من الحصول على البورون بشكل نقي، وذلك باختزال ثلاثي أكسيد البورون بالهيدروجين في قوس التفريغ.

## الوفرة الطبيعيّة

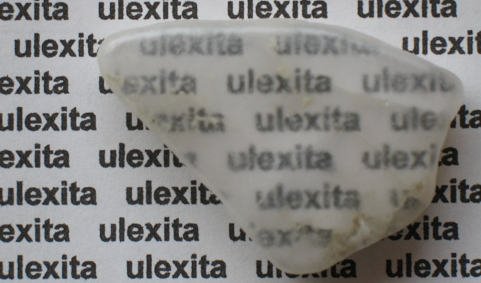
قطعة من معدن الأوليكسيت

إنّ البورون عنصر نادر الوجود في المجموعة الشمسيّة وفي القشرة الأرضيّة، وذلك بسبب ندرة الكمّيّات المتشكّلة في الانفجار العظيم وفي النجوم، بحيث أنّ هذا العنصر ينتج بشكل كامل بواسطة تشظية الأشعّة الكونيّة، وليس عن طريق تفاعلات الانصهار النجمي. يمكن أن يوجد العنصر بشكله الحرّ في الغبار الكوني وفي المواد المكوّنة للنيازك.
لا يوجد عنصر البورون بالشكل الحرّ على سطح الأرض، إنّما مرتبطاً مع الأكسجين، وذلك بسبب المحتوى العالي من الأكسجين في غلاف الأرض الجوي. يمكن أن يتوافر البورون في الطبيعة إمّا على شكل أملاح بورات منحلّة أو حمض البوريك، أو على شكل معادن مثل البورق. من معادن البورات المعروفة بالإضافة إلى البورق، كل من الكيرنيت والأوليكسيت والكوليمانيت، بالإضافة إلى معدن البوراسيت.
يوجد هناك كمّيّات كبيرة من معادن البورات في محافظتي بالق أسير وأسكي شهر غربيّ تركيا، وفي صحراء موهافي في الولايات المتحدة الأمريكية، كما توجد كمّيّات أقلّ منها في ألمانيا وفي الأرجنتين.

## الإنتاج والتحضير

### الإنتاج الصناعي

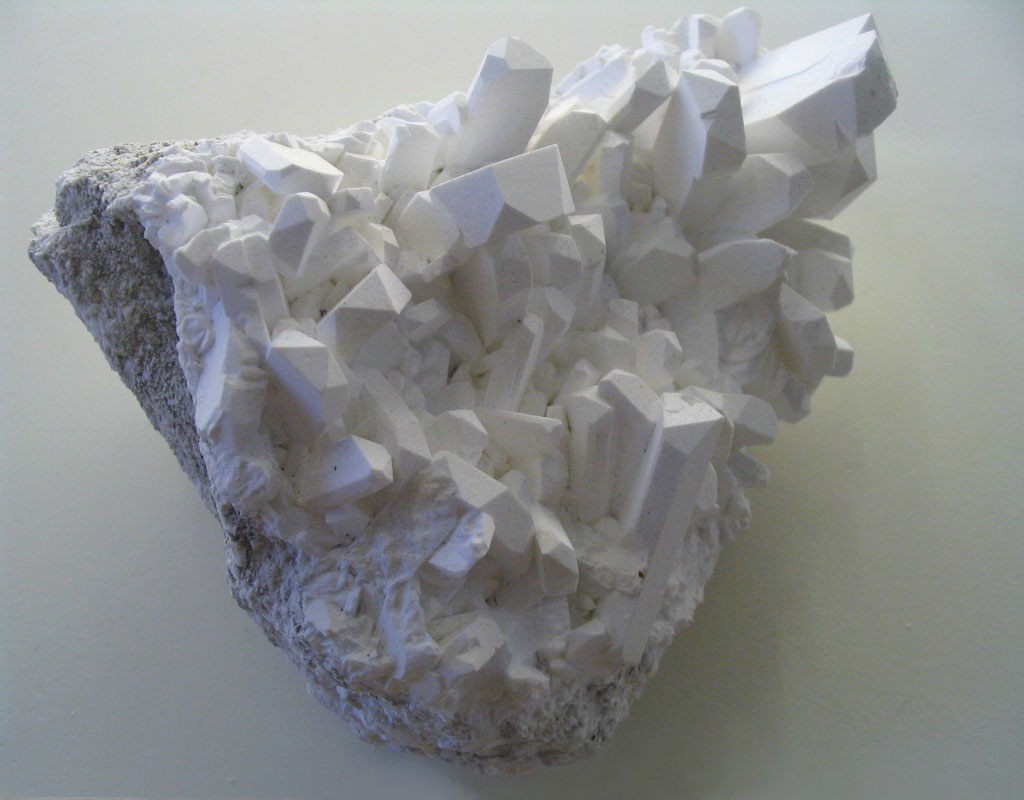
بلورات البورق.

إنّ مصادر البورون المهمّة اقتصادياً هي معادنه مثل الكوليمانيت والكيرنيت والأوليكسيت بالإضافة إلى البورق. تشكّل هذه المعادن حوالي 90% من الخامات الحاوية على البورون والتي يتم تعدينها. تقدّر الاحتياطات العالمية من معادن البورون بأنّها تفوق مليار طن متري، وأنّ الإنتاج العالمي من البورون يقدّر بحوالي أربع ملايين طن سنوياً.
تعدّ تركيا والولايات المتحدة الأمريكية أكبر الدول المصدّرة لمنتجات البورون في العالم. إنّ أكبر احتياطي عالمي من الترسّبات الحاوية على البورق توجد غربيّ تركيا، وذلك في محافظات أسكي شهر وكوتاهيا وبالق أسير. تغطّي تركيا حوالي نصف الطلب العالمي من البورون وذلك من خلال شركة إيتي للتعدين Eti Maden İşletmeleri، وهي شركة مناجم حكومية لها حقوق في استخراج معادن البورات. في سنة 2012، استطاعت الشركة أن تمتلك 47% من حصّة السوق في إنتاج معادن البورات متفوّقة على منافستها الرئيسية وهي مجموعة ريو تينتو. تنتج مجموعة ريو تينتو حوالي ربع الإنتاج العالمي من البورون، وذلك من منجم ريو تينتو للبورق، والذي يقع في تجمّع بورون في مقاطعة كيرن في ولاية كاليفورنيا الأمريكيّة.
إنّ متوسّط كلفة البورون البلّوري تبلغ 5 دولار أمريكي لكل غرام. أدّى ازدياد الطلب على حمض البوريك إلى توجّه المستثمرين إلى تأسيس منشآت إضافية. ففي تركيا افتتحت شركة إيتي للتعدين مصنعاً جديداً سنة 2003 لإنتاج حمض البوريك بالقرب من مدينة إيميت، وذلك بطاقة إنتاجية تبلغ مئة ألف طن سنوياً. بالمقابل، عمدت مجموعة ريو تينتو إلى زيادة استطاعتها الإنتاجيّة السنويّة من 260 ألف إلى 310 ألف طن سنة 2005، ومنه إلى 366 ألف طن سنة 2006. تعد الصين واحدة من أكبر الدول المستوردة لمشتقّات البورون، حيث تضاعفت الكمّيّة المستوردة من البورق حوالي مئة مرّة بين سنتي 2000 و 2005، كما ازدادت نسبة الاستيراد من حمض البوريك بحوالي 28% خلال الفترة نفسها. من المتوقّع أن يبقى الطلب على مشتقّات البورون متزايداً في آسيا بنسبة ازدياد تصل إلى 5.7% سنويّاً.

### التحضير المخبري
في السابق كان البورون يحضّر مخبرياً من اختزال ثلاثي أكسيد البورون بواسطة فلزّات مثل المغنيسيوم أو الألومنيوم، ويكون البورون الناتج بهذه الطريقة لابلّورياً، كما غالباً ما يكون مشوباً ببوريدات الفلزّات الموافقة.
{\displaystyle \mathrm {B_{2}O_{3}\ +\ 3\ Mg\ \rightarrow \ 2\ B\ +\ 3\ MgO} }
كما يمكن أن يحضّر من التحليل الكهربائي لمزيج من أكسيد البورون مع أكسيد وفلوريد المغنيسيوم.
يمكن الحصول على البورون النقي البلّوري من تسخين البورون اللابلّوري إلى درجات حرارة تتجاوز 1400 °س، أو من اختزال هاليدات البورون المتطايرة مثل ثلاثي كلوريد البورون باستخدام غاز الهيدروجين على سلك من التنغستن المسخّن إلى درجات حرارة مرتفعة.
ينتج البورون عالي النقاوة والمستخدم في صناعة أشباه الموصلات عن طريق إجراء عمليّة تفكّك حراري لمركّب ثنائي البوران عند درجات حرارة مرتفعة، ومن ثم التنقية بواسطة تقنية الصهر النطاقي أو عملية تشوخرالسكي.

## النظائر
للبورون نظيران مستقرّان، 10B و 11B. أكثرهما وفرةً طبيعيّة هو نظير البورون-11، الذي يشكّل 80.1%، في حين أنّ بورون-10 يشكّل 19.9%. هناك 13 نظيراً معروفاً للبورون، أقصرها عمراً هو النظير بورون-7، حيث أنّ عمر النصف له يبلغ 3.5×10−22 ثانية، والذي يضمحلّ عن طريق إصدار بروتوني واضمحلال ألفا. يكون للنظير 17B نواة من النمط هالو، ممّا يعني أنّ نصف قطر هذه النواة أكبر ممّا هو متوقّع حسب نموذج القطرة. تجدر الإشارة إلى أنّ النظائر بورون-8 و بورون-19 لها نواة من النمط هالو أيضاً.
إنّ التجزئة النظيريّة لنظيريّ البورون يتمّ التحكّم بها من خلال تفاعلات التبادل لأنواع البورون B(OH)3 (حمض البوريك) و −[B(OH)4] (رباعي هيدروكسي بورات).
{\displaystyle \mathrm {B(OH)_{3}\ +\ 2\ H_{2}O\ \rightleftharpoons \ B(OH)_{4}^{-}\ +\ H_{3}O^{+}} }
كما تحدث هذه التجزئة من خلال تبلور المعادن ومن خلال تغيّرات أطوار الماء في الأنظمة الحراريّة المائيّة (الحرمائيّة)، ومن خلال التحوّل الحرمائي للصخور. يلعب الأثر الأخير دوراً في الإزالة المفضّلة لأيون −[10B(OH)4] في الغضار، والتي تؤدّي إلى تخصيب المحاليل بـ 11B(OH)3، وبالتالي يمكن أن تكون مسؤولةً عن تخصيب كبير للنظير 11B في مياه البحار مقارنةً مع مياه المحيطات والقشرة الأرضيّة؛ وهذا الفرق يمكن أن يعدّ سمةً نظيريّة.

### تخصيب البورون

#### البورون-10

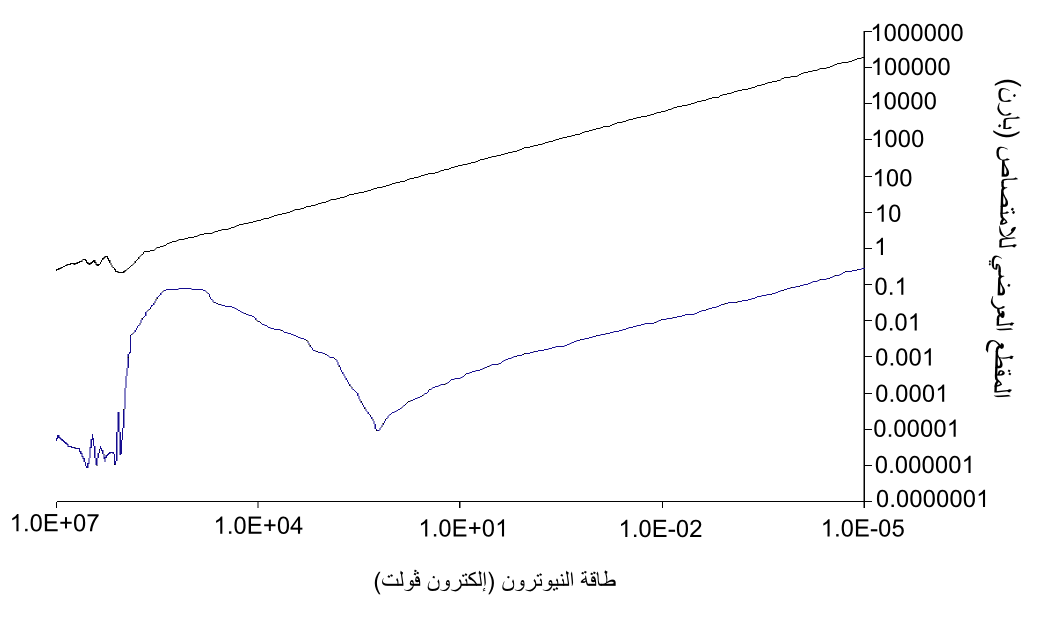
المقطع العرضي النيوتروني للبورون، (الخط البياني العلوي هو للنظير ^{10}B والسفلي للنظير ^{11}B)

يعدّ النظير بورون-10 10B جيّداً في اصطياد النيوترونات الحراريّة، وذلك بسبب ارتفاع قيمة المقطع العرضي النيوتروني، لذلك فإنّه يجري تخصيب البورون في المنشآت النووية للحصول على بورون-10 بشكل شبه كامل.
طوّرت العديد من التقنيات لتخصيب البورون على مستوى صناعي، ولكن تبقى طريقة التقطير التجزيئي تحت الفراغ لناتج إضافة ثنائي ميثيل الإيثر إلى ثلاثي فلوريد البورون (DME-BF3) وطريقة استشراب العمود للبورات هي الطرق الأكثر استخداماً.

#### العلاج باصطياد النيوترون
يستخدم البورون-10 كواقي من الإشعاع وكنويدة أولية في طريقة علاج السرطان باصطياد النيوترون بالبورون BNCT. في هذه الطريقة يتمّ إضافة النظير 10B إلى المادّة الدوائيّة عن طريق الوسم النظيري. تعطى هذه المادة بشكل انتقائي للمريض المصاب بالسرطان، بحيث أنّها تتركّز في منطقة الورم الخبيث والأنسجة المحيطة به. يعرّض المريض بعد ذلك إلى حزمة مخفّفة الشدّة من أشعّة النيوترونات منخفضة الطاقة.
نتيجة هذا التعرّض للأشعة، يحدث تفاعل نووي داخل جسم المريض بين النيوترونات منخفضة الطاقة وبين البورون-10 المتركّز في منطقة الورم، وينتج عنه جسيمات ألفا ونوى ليثيوم-7. هذا الإشعاع الأيوني يتسلّط على الورم داخل خلايا الورم نفسه.

#### المفاعلات النوويّة
في المفاعلات النوويّة، يستخدم 10B من أجل ضبط تفاعل الانشطار وكوسيلة إطفاء سريع للمفاعل. يتوافر البورون-10 عادةً إمّا على شكل قضبان تحكّم مصنوعة من البوروسيليكات أو على شكل حمض البوريك. في مفاعلات الماء المضغوط يضاف حمض البوريك إلى مبرّدات المفاعل عندما تطفأ المنشأة من أجل إعادة التزوّد بالوقود. أثناء التشغيل وبعد مضيّ عدّة أشهر، يجري التخلّص من الحمض بشكل تدريجي، حيث أنّ المادّة الانشطاريّة تصبح أقلّ نشاطاً وفاعليّة.

#### البورون المنضّب
إنّ البورون المنضّب (بورون-11) هو الناتج الثانوي من استخدام البورون المخصّب (بورون-10) في المنشآت النووية. يستخدم البورون-11 في تركيب أشباه الموصلات المقسّاة ضدّ الإشعاع الداخلة في تركيب الأجهزة الإلكترونيّة في المركبات الفضائيّة. يعود السبب في ذلك إلى أنّ الأشعّة الكونيّة تولّد نيوترونات عندما تصطدم بمكوّنات المركبة الفضائيّة، وهذه النيوترونات سيتمّ اصطيادها بواسطة البورون-10 في حال عدم استخدام البورون المنضّب، ممّا يؤدّي إلى حدوث تفاعل نووي، وتشكّل جسيمات ألفا، بالإضافة إلى أشعّة غاما، والتي تسبّب بفقدان البيانات في المعالجات ومشاكل تقنيّة مشابهة.

## الخواص الفيزيائيّة
إنّ البورون شفّاف بالنسبة للأشعّة تحت الحمراء، ويُظهر ناقلية كهربائية ضعيفة عند درجة حرارة الغرفة، والتي تزداد بارتفاع درجة الحرارة. إنّ مقاومة الشد للبورون لها أعلى قيمة من بين جميع العناصر الكيميائيّة، كما أنّ لهذا العنصر ثاني أعلى قيمة صلادة، وذلك بعد الكربون على شكل الألماس. يكون لأشكال البورون المختلفة تشابه فيزيائي وكيميائي في الخواص مع مواد سيراميكية صلدة مثل كربيد التنغستن.

### متآصلات البورون

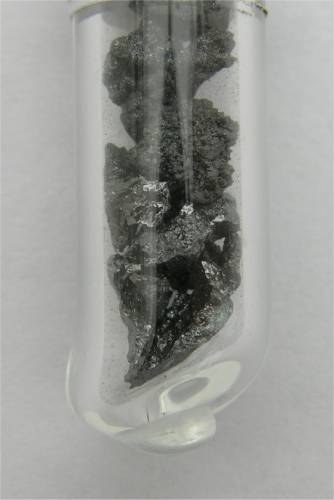
قطع من البورون

يشبه البورون الكربون في مقدرته على الوجود بعدة متآصلات ثابتة، حيث أنّ البورون يستطيع أن يشكّل شبكة جزيئية مترابطة تساهميّاً. حتى البورون اللابلوري يحوي على مجموعات من عشرينيّات السطوح، والتي ترتبط مع بعضها البعض بشكل عشوائي دون انتظام.
إنّ البورون البلّوري مادّة قاسية جدّاً، سوداء اللون، لها نقطة انصهار مرتفعة تتجاوز 2000 °س. يوجد البورون البلوري في أربعة أشكال رئيسيّة، وهي المعيني-α والمعيني-β (يرمز لها α-R و β-R على الترتيب) ورباعي السطوح-γ ورباعي السطوح-β (يرمز له β-T أو مجرد T). هناك شكل إضافي وهو رباعي السطوح-α، ولكنّه من الصعب جداً الحصول عليه دون وجود شوائب.
تعتمد الأشكال α و β و T في تكوينها على عشرينيّات السطوح B12، في حين أنّ الشكل γ يكون تركيبه مشابهاً لترتيب ملح كلوريد الصوديوم وذلك بالنسبة للأزواج الذرّيّة من عشرينيّات السطوح و B2. يحصل على الشكل γ بتعريض الأشكال الأخرى من البورون البلّوري إلى ضغوط مرتفعة تتراوح بين 12 إلى 20 غيغاباسكال وبالتسخين إلى درجات حرارة بين 1500-1800 °س. يبقى الشكل γ على حاله حتّى بعد إزالة الشروط القاسية من الضغط ودرجة الحرارة. يحصل على الشكل T تحت ضغوط مماثلة ولكنّ عند درجة الحرارة أعلى (1800–2200 °س). أمّا بالنسبة للشكلين α و β فيمكن أن يتواجدا في الشروط العاديّة من الضغط ودرجة الحرارة، مع كون الشكل β أكثر استقراراً.
أظهرت التجارب أنّ ضغط البورون فوق 160 غيغاباسكال يعطي شكلاً جديداً من البورون، لم يعرف له تركيب حتّى الآن، وهذا الشكل من البورون له موصلية فائقة عند درجات حرارة بين 6-12 كلفن.
| شكل البورون                | α-R   | β-R   | γ          | β-T   |
| -------------------------- | ----- | ----- | ---------- | ----- |
| النظام البلوري             | معيني | معيني | معيني قائم | رباعي |
| عدد الذرّات/وحدة الخلية     | 12    | ~105  | 28         |       |
| الكثافة (غ/سم3)            | 2.46  | 2.35  | 2.52       | 2.36  |
| صلادة فيكرز (غيغاباسكال)   | 42    | 45    | 50–58      |       |
| معامل الحجم (غيغاباسكال)   | 185   | 224   | 227        |       |
| فجوة النطاق (إلكترون فولت) | 2     | 1.6   | 2.1        |       |

## الخواص الكيميائيّة

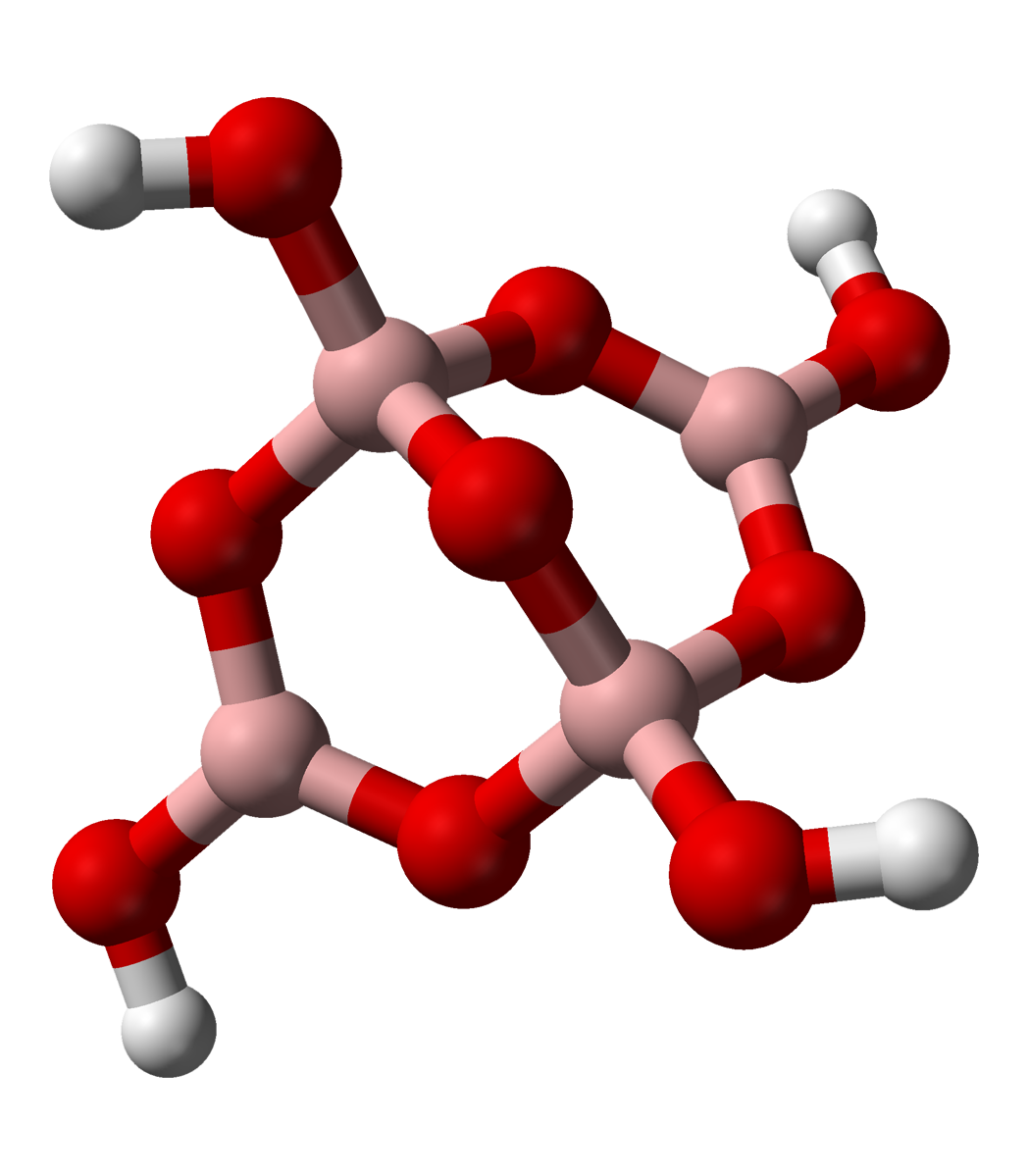
نموذج أنيون رباعي البورات، والموجود في بنية البورق Na_{2}[B_{4}O_{5}(OH)_{4}]·8H_{2}O. تقوم ذرات الأكسجين (اللون الأحمر) بتشكيل جسور بين ذرات البورون (اللون الزهري)، في حين أنّ ذرّات الهيدروجين (اللون الأبيض) تشكّل مع الأكسجين مجموعات الهيدروكسل.

بسبب ارتفاع طاقة تأيّن البورون، فإنّه لا يعرف له كاتيون 3+B. إنّ التوزيع الإلكتروني للبورون 1s22s22p1 يظهر أنّ ثلاثة إلكترونات فقط من الغلاف الثاني تكون متوفّرة من أجل إنشاء روابط تساهمية، ممّا يسهم في إمكانية تشكيل روابط متعددة المراكز، مثل الروابط ثلاثية المركز، بالإضافة إلى تشكيل مركّبات مستقبلة للإلكترونات، أي أن له خاصيّة حمض لويس. جرى التمكن مؤخرّاً من إنتاج مركّب له ترابط بين ذرتي بورون B≡B، وذلك على شكل رابطة ثلاثية.
ينتمي البورون إلى فصيلة أشباه الفلزات، وهو يشبه السيليكون في خواصه الكيميائيّة أكثر من الألومنيوم. إنّ البورون البلّوري خامل كيميائياً، ومقاوم لأثر حمض الهيدروفلوريك وحمض الهيدروكلوريك الساخن، ولا يظهر أثر حمض الفوسفوريك على البورون إلّا عند درجات حرارة أعلى من 600°س. ولكن عند تفتيته إلى مسحوق ناعم فإنّه يتفاعل مع الأحماض المركّزة الساخنة مثل حمض النتريك وحمض الكبريتيك عند درجات حرارة حوالي 200 °س، بالإضافة إلى تفاعله مع المؤكسدات المركّزة والساخنة مثل فوق أكسيد الهيدروجين أو مزيج من حمض الكبريتيك وحمض الكروميك.
يعتمد معدّل أكسدة البورون على تبلوره وعلى حجم القطع المتفاعلة وعلى نقاوته وعلى درجة الحرارة. لا يتفاعل البورون مع أكسجين الهواء عند درجة حرارة الغرفة، ولكنه يحترق عند درجات حرارة مرتفعة أعلى من 700 °س ليشكّل ثلاثي أكسيد البورون.
{\displaystyle \mathrm {4\ B\ +\ 3\ O_{2}\ {\xrightarrow {\Delta }}\ 2\ B_{2}O_{3}} }
يخضع البورون إلى تفاعل هلجنة ليعطي الهاليدات الموافقة، فعلى سبيل المثال يعطي التفاعل مع البروم مركب ثلاثي بروميد البورون حسب التفاعل:
{\displaystyle \mathrm {2\ B+\ 3\ Br_{2}\ \longrightarrow \ 2\ BBr_{3}} }
كما يمكن الحصول على الهاليدات من تفاعل الهالوجين مع الأكسيد، مثلما يحصل على ثلاثي كلوريد البورون عملياً.
عند إذابة أكسيد البورون B2O3 في الماء نحصل على حمض البوريك، والذي تكون مركبات الإستر الخاصة به مثل ثلاثي ميثيل البورات متطايرة، وتلوّن اللهب بلون أخضر قوي.

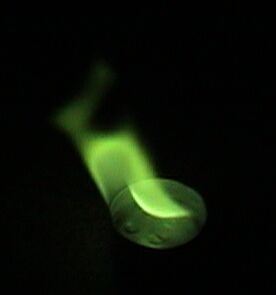
لهب أخضر من مركب ثلاثي ميثيل البورات

### المركّبات الكيميائيّة
من مركّبات البورون اللاعضويّة المهمّة مركّباته مع الهيدروجين على شكل بورانات، بالإضافة إلى مركّباته مع الهيدروجين والنتروجين مثل البورازين B3N3H6، المتساوي إلكترونياً مع البنزين، لذلك يسمى البنزين اللاعضوي. هناك سلسلة من مركّبات البورون العضويّة مثل أحماض البورونيك المختلفة.

#### اللاعضويّة

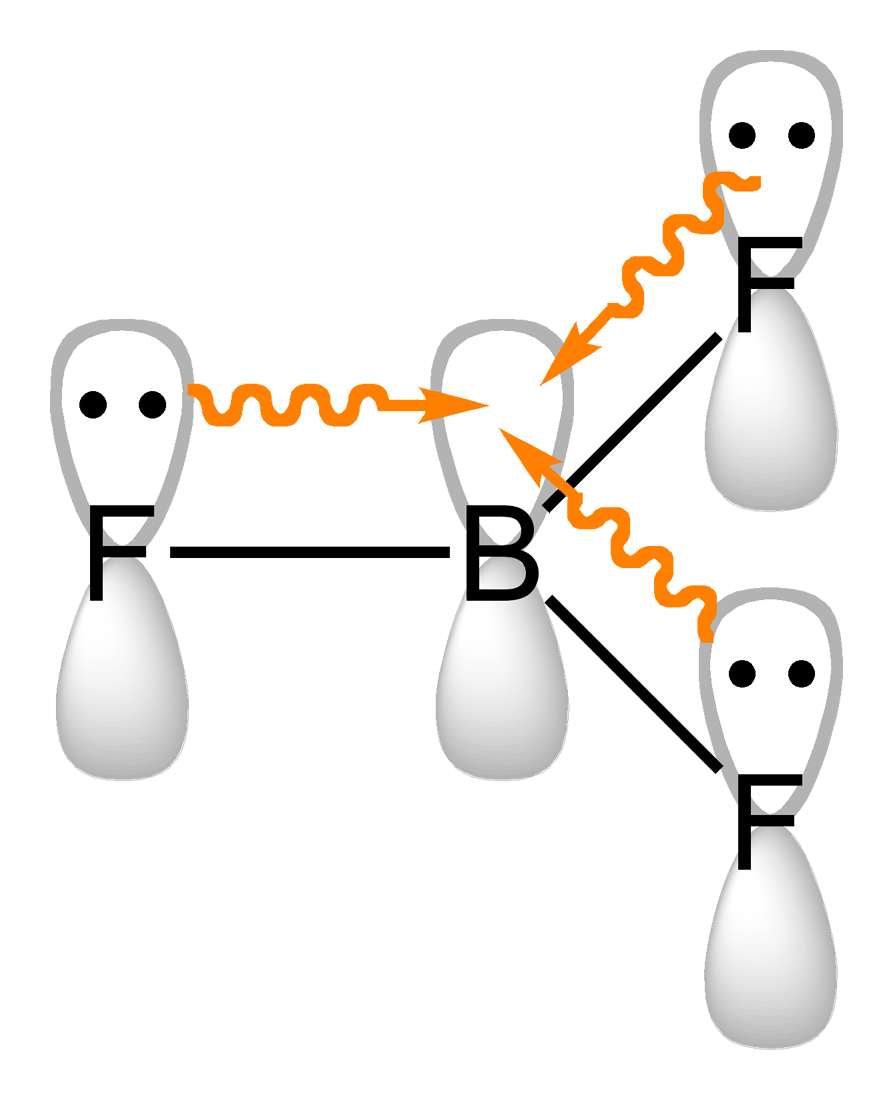
بنية ثلاثي فلوريد البورون، حيث تظهر الرابطة التناسقيّة بين الفلور ومدارات p الفارغة للبورون.

يكون للبورون حالة أكسدة من النمط III في مركّباته، وهذا يتضمّن مركّبات الأكسيد والكبريتيد والنتريد والهاليدات الموافقة.
تكون بنية ثلاثيات هاليد البورون ذات بنية جزيئية مستوية ثلاثية، وهي مركّبات ذات طبيعة تساهميّة. تعدّ مركّبات BX3 من أحماض لويس، حيث أنّها تشكّل نواتج ضم مع مانحات الأزواج الإلكترونيّة، والتي تدعى قواعد لويس. على سبيل المثال، فإنّ أيون الفلوريد −F وثلاثي فلوريد البورون BF3 يتحدان سويةً ليشكّلا أيون رباعي فلوروبورات −BF4، والذي يعدّ الأنيون الحامل للشحنة السالبة في حمض رباعي فلورو البوريك HBF4. تتفاعل الهاليدات مع الماء لتعطي حمض البوريك.
هناك عدّة أكاسيد للبورون ثلاثي التكافؤ في الطبيعة، والتي غالباً ما تكون مترافقة مع عناصر أخرى، كما هو الحال في العديد من معادن البورات. تشبه هذه المعادن السيليكات من عدّة أوجه، لكن هناك اختلافات بنيويّة، حيث أنّ السيليكون يتناسق مع الأكسجين على شكل رباعيّات سطوح فقط، في حين أنّ البورون يشكّل بالإضافة إليها ترتيبات بنيويّة ثلاثيّة مستوية. من الأمثلة الشائعة لمركّبات البورون مع الأكسجين مركبات البورات المختلفة، مثل أنيون رباعي البورات في تركيب البورق، والذي تتساوى فيه الشحنة من تأثير الكاتيونات مثل الصوديوم +Na. هناك أيضاً أملاح فوق البورات، المستخدمة في مجال القصر والتبييض، والموجودة في أملاح مثل فوق بورات الصوديوم.
من مركّبات البورون اللاعضويّة المهمّة مركّباته مع الهيدروجين على شكل بورانات، والتي لها الصيغة العامّة BxHy. لا توجد هذه المركّبات في الطبيعة، حيث أنّها تتأكسد فوراً بأكسجين الهواء، وبعنف في بعض الأحيان. يدعى المركّب الأساس ضمن فئة هذه المركبات باسم البوران، وله الصيغة BH3، وهو غير مستقرّ، ويوجد فقط في الحالة الغازيّة، حيث سرعان ما يتفاعل مع جزيء بوران آخر ليشكّل ثنائي وحدات (ديمر)، يعرف باسم ثنائي البوران B2H6. إنّ البورانات العليا، وهي الحاوية على عدد كبير من ذرّات البورون والهيدروجين الموافقة، تتألّف من عناقيد من البورون متعدّدة السطوح. أشهر مركبات البورانات هو ثنائي البوران ونواتج تحلّله الحراري، وهي خماسي البوران B5H9 وعشاري البوران B10H14. يكون عدد الأكسدة للبورون في البورانات ذا قيمة موجبة، وذلك بافتراض أنّ الهيدروجين له عدد الأكسدة −1، ويرتبط على شكل هيدريد فلزي. لذلك فإنّه في ثنائي البوران B2H6 يكون عدد أكسدة البورون +3، في حين أنّه في عشاري البوران B10H14 يكون له القيمة 7⁄5 أو +1.4.
إنّ نتريدات البورون ذات أهمية كبيرة، وذلك لتنوّع البنى التي يمكن أن تتبناها، حيث يمكن أن يكون لها بنى مماثلة لبنى متآصلات الكربون، بما فيها الغرافيت والألماس والأنابيب النانويّة الكربونيّة. ففي بنية نتريد البورون المكعّبة المشابهة لبنية الألماس، والتي تسمى بورازون، فإنّ ذرّات البورون توجد في بنية جزيئية رباعية السطوح كما في ذرّات الكربون في الألماس، ولكنّ واحدةً من كلّ أربع روابط B-N تكون على شكل رابطة تساهمية تناسقية. يكون للبورازون صلادة مقاربة للألماس، لذلك يستخدم كمادة ساحجة. في نتريد البورون الذي له بنية مشابهة للغرافيت، والذي يعرف تحت اسم نتريد البورون السداسي (h-BN)، فإنّ ذرّات البورون المشحون إيجاباً والنتروجين المشحونة سلباً في كل مستوي تتوضّع بشكل مقارب إلى الذرات المعاكسة للشحنة في المستوي المقابل. بناءً على ذلك، فإنّ خواص h-BN والغرافيت مختلفة تماماً. يستخدم مركب h-BN كمزلّق في بعض التطبيقات الخاصة حيث تنزلق المستويات بسهولة، بالمقابل فإن لمركب h-BN ناقلية كهربائيّة وحراريّة ضعيفة على الاتجاه المستوي. يشكّل نتريد البورون السداسي طبقات ذرية يمكن أن تزيد من حركية الإلكترون في الأجهزة الحاوية على الغرافين. كما يمكن لنتريد البورون أن يشكّل أنابيب نانويّة لها العديد من الخواص المميّزة، مثل المتانة والثباتيّة الكيميائيّة والناقليّة الحراريّة.

#### العضويّة
يشكّل البورون العديد من مركّبات البورون العضوية، والتي لها أهمّيّة كبيرة في الاصطناع العضوي. تنتج العديد من هذه المركبات من تفاعل إضافة البورون الهيدروجينية وذلك من ركازات مثل ثنائي البوران.
تكون بنية مركّبات البورون العضوية إمّا رباعية السطوح أو ثلاثيّة مستوية؛ على سبيل المثال، فإنّ لأنيون رباعي فينيل البورات -[B(C6H5)4] بنية رباعيّة السطوح، في حين أنّ مركب ثلاثي فينيل البوران له بنية ثلاثيّة مستوية.
هناك العديد من مركّبات البورون العضوية المختلفة مثل الكربورانات، وهي مركّبات تجميعيّة من البورون والكربون، والتي يمكن هلجنتها لتشكل بنى فعّالة من ضمنها حمض الكربوران، وهو حمض فائق، بالإضافة إلى مركّبات أخرى مثل بور البنزين.

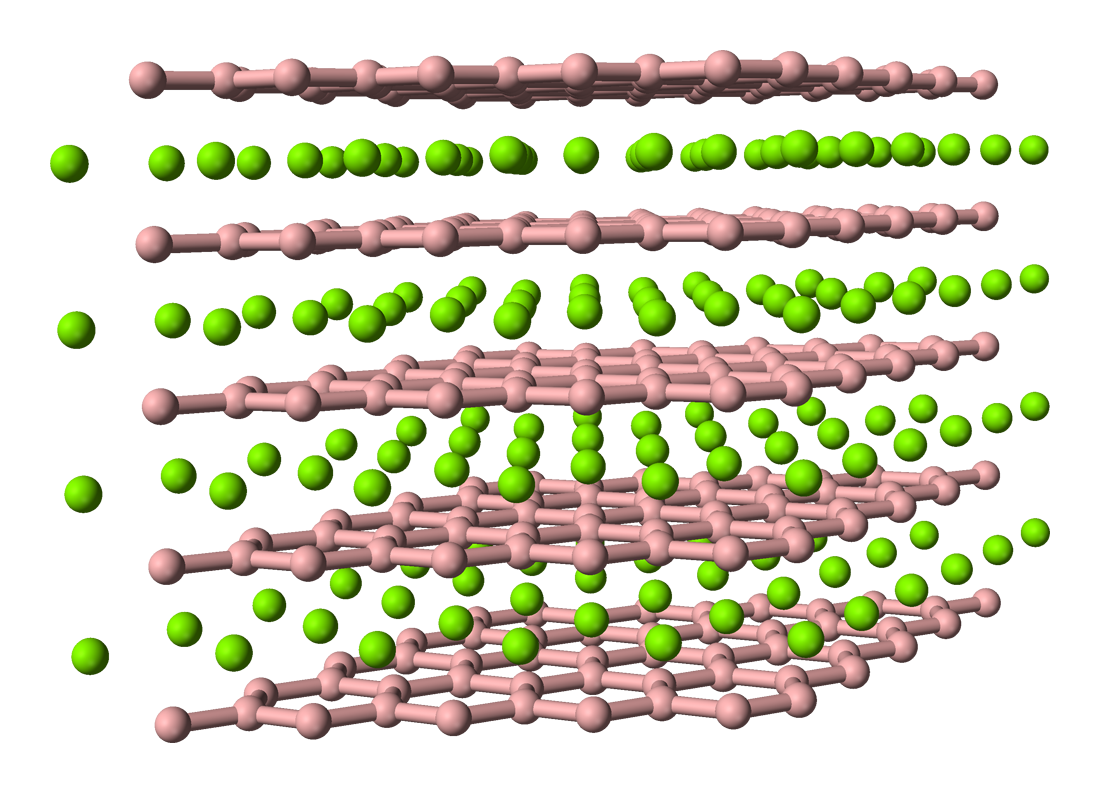
نموذج بنيوي لمركّب ثنائي بوريد المغنيسيوم، الموصل الفائق. تشكّل ذرّات البورون (اللون الزهري) شبكة سداسيّة مستوية شبيهة بالغرافيت، في حين أنّ أيونات المغنيسيوم الثنائي تتوضّع بين الطبقات.

#### البورون الأحادي والثنائي
يستطيع البورون أن يشكّل العديد من المركّبات المستقرّة التي يكون فيها البورون بحالة أكسدة أقل من 3، ولكنّ هذه المركّبات قليلة الوفرة بشكل طبيعي على الأرض. كما هو الحال في العديد من المركّبات التساهمية، فإنّ حالة الأكسدة لا تكون ذات أهمية كبيرة في هيدريدات البورون (البورانات) وفي بوريدات الفلزّات. إنّ هاليدات البورون الأحادي والثنائي مثل رباعي فلوريد ثنائي البوران B2F4 ورباعي كلوريد ثنائي البوران B2Cl4 معروفة، في حين أنّ مركب فلوريد البورون الأحادي BF، المتساوي إلكترونياً مع N2، لا يمكن عزله.
تحوي مركّبات بوريدات الفلزات على البورون في حالة أكسدة أقل من 3، وكمثال عليها سداسي بوريد الكالسيوم CaB6 وثنائي بوريد المغنيسيوم MgB2. تكون مراكز البورون في المركّب الأخير ثلاثيّة مستوية، مع وجود رابطة مضاعفة إضافيّة لكل ذرّة بورون، بحيث تشكّل شبكة سداسيّة الأضلاع شبيهة بالغرافيت. ولكن على العكس من شبكة نتريد البورون سداسي الأضلاع h-BN، والتي تفتقد إلى إلكترونات على مستوى الذرّات التساهميّة، فإنّ وجود إلكترونات غير متموضعة وحرّة الحركة بين المستويات يجعل من مركّب ثنائي بوريد المغنيسيوم ناقلاً للكهرباء مثل الغرافيت. بالإضافة إلى ذلك، أظهرت الأبحاث سنة 2001 أن MgB2 موصل فائق عند درجات حرارة مرتفعة نسبياً. إنّ العديد من مركّبات بوريدات الفلزّات تتمتّع بصلادة كبيرة، لذلك تستخدم في صنع أدوات القطع.

### التحليل الكيميائي
مطيافيّة الرنين المغناطيسي النووي
لكلا النظيرين 10B و 11B لف مغزلي، حيث أنّ للنظير 10B قيمة مقدارها 3 وللنظير 11B قيمة مقدارها 3⁄2؛ ممّا يمكّن من استخدام تلك النظائر في الرنين المغناطيسي النووي، وهناك أجهزة مطيافيّة لقياس الرنين المغناطيسي النووي لنوى بورون-11 متوفّرة تجارياً. تسبّب نوى 10B و 11B انشطاراً في رنين النوى المرفقة مع البورون في المركّب.
التحليل الكمّي للبورون
يمكن تحديد كمّيّة البورون في العيّنات باستخدام طريقة الكركومين. في هذه العملية يحوّل البورون إلى حمض البوريك أو البورات الموافقة، ويفاعل مع الكركومين في وسط حمضي، حيث يتشكّل معقّد تناسقي متمخلب مع البورون، له لون أحمر، ويعرف باسم روزوسيانين، وتعرف الكمّيّة عن طريق قياس الألوان.

## الدور الحيوي
يوجد البورون في العديد من الأحياء، فقد جرى عزل نوع من المضادات الحيوية من البكتريا المتسلسلة، واسمه بورومايسين.
يعدّ البورون من المغذّيّات الأساسيّة للنباتات، فهو ضروري من أجل جدران الخلايا، حيث أنّ نقصه يؤدّي إلى حدوث مرض عوز البورون. تتراوح نسبة البورون في المادّة الجافّة بين 2.3 إلى 11.3 مغ لكل 1 كغ في أحاديّات الفلقة، أمّا نسبته في ثنائيّات الفلقة فهي تتراوح بين 8 إلى 95 مغ لكل 1 كغ.
بالمقابل إنّ ارتفاع تركيز البورون عن حدود معيّنة يمكن أن يكون له تأثيرات عكسيّة. عندما تتجاوز مستويات البورون في نسيج النبات عن 200 ppm، فإن أعراض حدوث تسمّم بالبورون قد تحدث في الغالب.
كعنصر من العناصر الزهيدة، يلعب البورون دوراً حيويّاً مهمّاً بالنسبة لبعض الثديّيات. فعلى سبيل المثال يؤدّي عوز البورون عند الجرذان إلى انخفاض في كمّيّة ونوعيّة الفراء المغطّي للبدن. لا يعرف بالضبط الدور الفيزيولوجي للبورون في المملكة الحيوانيّة، إلّا أنّه يدخل كأحد العوامل في العمليّات الكيميائيّة الحيويّة في الحيوانات بالإضافة إلى الإنسان. لكن بالمقابل، لا يبدي الإنسان أعراض نقص البورون، إذ أنّ الكمّيّات المطلوبة منه متوفّرة في النظام الغذائي، حيث أنّ البورون يتوافر في كافّة أنواع الغذاء المنتج من النباتات. بيّنت معاهد الصحة الوطنية الأمريكية أنّ محتوى البورون في النظام الغذائي الطبيعي للإنسان يتراوح بين 2.1–4.3 مغ بورون يوميّاً. على العموم، لا تزال أهمّيّة البورون بالنسبة للإنسان موضع بحث.

## الاستخدامات
إنّ الاستخدام العالمي الأكبر على المستوى الصناعي بالنسبة لمركّبات البورون (حوالي 45%) هو في إنتاج الليف الزجاجي من أجل صناعة اللدائن المدعّمة بألياف زجاجيّة والمستخدمة في مجالات العزل وتصنيع مواد البناء. من الاستخدامات المهمّة أيضاً للبورون دخوله في تركيب زجاج البوروسيليكات (حوالي 10% من الإنتاج العالمي)، بالإضافة إلى صناعة الخزف (سيراميك البورون)، والذي يستهلك حوالي 15% من الإنتاج العالمي. تستهلك التطبيقات الزراعية حوالي 11% من البورون عالميّاً، في حين أنّ صناعة المنظّفات ومواد التبييض تستهلك حوالي 6% من الإنتاج العالمي.

### ألياف البورون
إنّ ألياف البورون هي مواد شديدة المتانة خفيفة الوزن، تكون مغزولة على شكل ألياف ومصنوعة من عنصر البورون اللابلّوري. تنتج هذه الألياف من إجراء عمليّة ترسيب كيميائي لبخار البورون على وشيعة من التنغستن. إنّ استخدام الترسيب الكيميائي للبخار المساعَد بالليزر يمكن أن ينتج ألياف بورون ذات أبعاد دقيقة جداً، كما أنّ استخدام حزمة الليزر المركّزة يسمح بالحصول على بنى حلزونية معقّدة تتمتع بخواص ميكانيكية مميّزة بحيث يمكن أن تستخدم كمواد مدعّمة للنظم الكهروميكانيكية الصغرى.
تستخدم ألياف البورون بشكل رئيسي في تركيب الطائرات والمركبات الفضائية وذلك كمادّة مؤلَّفة، كما تستخدم في إنتاج المواد الاستهلاكيّة والمنتجات الرياضيّة مثل مضارب الغولف وصنانير صيد الأسماك.

### زجاج البوروسيليكات

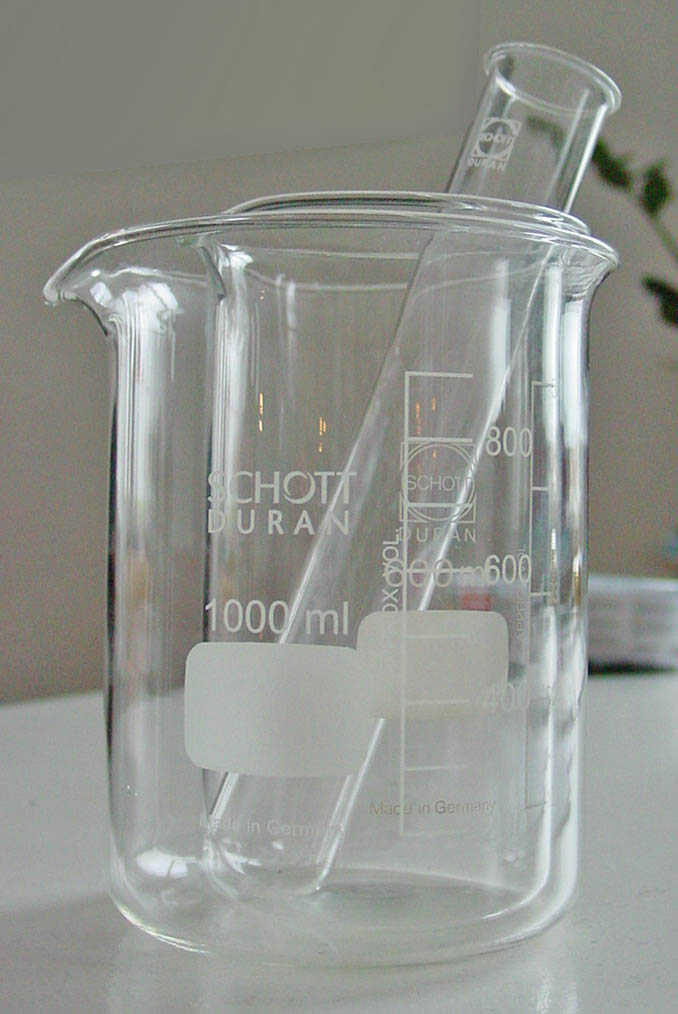
أدوات مخبرية زجاجية مصنوعة من زجاج البوروسيليكات.

إنّ زجاج البوروسيليكات هو نوع من الزجاج له التركيب النمطي التالي: 12-15% أكسيد البورون B2O3 و 80% ثنائي أكسيد السيليكون (سيليكا)، و2% أكسيد الألومنيوم (ألومينا). يتميّز زجاج البوروسيليكات بأنّ له معامل تمدد حراري منخفض، ممّا يمنحه مقاومة جيدة للصدمة الحراريّة. تعدّ شركة Owens-Corning الأمريكية صاحبة العلامة التجارية بيركس Pyrex، بالإضافة شركة Schott AG الألمانية صاحبة العلامة التجارية Duran، من أشهر الشركات المنتجة لزجاجيات المختبر ولوازم المطبخ في العالم.

### الألياف الزجاجيّة
يضاف البورون إلى الزجاج على شكل بورق أو أكسيد البورون وذلك من أجل تدعيم قوة الألياف الزجاجيّة، ومن أجل استخدامه كصهارة للتقليل من درجة انصهار السيليكا. تستخدم هذه الألياف الزجاجية في العديد من التطبيقات، من بينها دخولها في تركيب اللدائن المدعّمة بألياف زجاجية (الفايبركلاس).
إنّ الزجاج الحاوي على أعلى نسبة من البورون في الفايبركلاس هو E-glass، وهو زجاج من ألومينو-بوروسيليكات يحوي على نسبة أقل من 1% وزناً من الأكاسيد القلويّة. يستعمل هذا الزجاج للتطبيقات الكهربائيّة ومن أجل اللدائن المدعّمة بالألياف الزجاجيّة. من الأنواع الأخرى المستعملة أيضاً C-glass، وهو زجاج كلسي-قلوي يحوي نسبة عالية من أكسيد البورون، ويستخدم من أجل تدعيم المنسوجات، وفي صناعة مواد العزل، بالإضافة إلى D-glass، وهو زجاج البوروسيليكات.

### المواد السيراميكيّة
إنّ العديد من مركّبات البورون تعدّ من المواد السيراميكيّة، وذلك نظراً للصلادة والقساوة المرتفعة لها. من بين هذه المركبات كربيد البورون ونتريد البورون. يحصل على كربيد البورون من تفاعل أكسيد البورون مع الكربون عند درجات حرارة مرتفعة. تتكوّن بنية المركب من سلاسل بوليمريّة طويلة، بالإضافة إلى البناء البلّوري المميّز، مما يمنحه متانة بنيويّة بالنسبة لوحدة الوزن. يستخدم في بناء المدرّعات والستر الواقية من الرصاص، بالإضافة إلى العديد من التطبيقات البنيويّة الأخرى. كما يستفاد من خاصية امتصاصه للنيوترونات في دخوله في العديد من التطبيقات في المنشآت النوويّة، وذلك كقضبان تحكّم أو دروع الوقاية. يستخدم كربيد البورون ونتريد البورون كمواد ساحجة، حيث أنّ لنتريد البورون مكعّب البنية c-BN صلادة مقاربة للألماس، وهو يعرف بالاسم التجاري بورازون.
| المادة                        | الألماس | BC2N المكعّب | BC5 المكعّب | BN المكعّب | B4C |
| ----------------------------- | ------- | ----------- | ---------- | --------- | --- |
| صلادة فيكرز (غيغاباسكال)      | 115     | 76          | 71         | 62        | 38  |
| قساوة الصدع (ميغاباسكال.م1⁄2) | 5.3     | 4.5         | 9.5        | 6.8       | 3.5 |

من المواد المطوّرة حديثاً مركبات من البورون والكربون والنتروجين BCN، وتعرف باسم الألماس غير المتجانس. يحصل على هذه المواد عند درجات حرارة وضغط مرتفعين، وذلك بتطبيق موجة صادمة ناتجة عن متفجّرات، وذلك على مزيج من الألماس والبورازون. إنّ الألماس غير المتجانس مادّة متعددة البلورات تكون مترافقة مع بلّورات نانوية، ولها صلادة قريبة من الألماس، ومقاومة حرارية قريبة من البورازون. تعود هذه الخواص إلى البنية الألماسيّة بالإضافة إلى وجود روابط سيغما ذات التهجين المداري sp3 بين الكربون والذرّات غير المتجانسة. من الأمثلة على هذه المركّبات BC2N المكعّب، والذي قيمة معامل الحجم له مرتفعة، ولا يفوقهه فيها إلّا الألماس والبورازون.
إنّ إضافة بوريدات الفلزات على شكل طبقة على سطح المواد المستخدمة في صناعة الأدوات يتم من خلال الترسيب الكيميائي للبخار أو بالترسيب الفيزيائي للبخار، حيث أنّ إضافة أيونات البورون إلى الفلزّات والسبائك يؤدّي إلى زيادة ملحوظة في مقاومة السطح وفي الصلادة الميكروية. تعدّ هذه المواد المغطّاة بطبقة من البوريد من البدائل عن الأدوات المغطّاة بالألماس، ويكون لسطوحها المعالجة خواص مشابهة للمواد المصنوعة من البوريد بالكامل.

### أشباه الموصلات
إنّ البورون مفيد بكونه عامل إشابة بالنسبة لأشباه الموصلات مثل السيليكون والجرمانيوم وكربيد السيليكون. بما أنّ للبورون إلكترون تكافؤ أقل من الذرّة المضيفة، فإنّه يسبب في حدوث ثغرة إلكترونية، ممّا يؤدّي إلى الحصول على شبه موصل موجب. كانت عملية إضافة البورون إلى أشباه الموصلات تجري تقليدياً من خلال الانتشار الذري عند درجات حرارة مرتفعة، وذلك لمركّبات البورون بمختلف الأطوار، وذلك إمّا لأكسيد البورون الصلب أو لثلاثي بروميد البورون السائل أو لمصدر غازي للبورون مثل ثنائي البوران أو ثلاثي فلوريد البورون. استبدلت هذه العملية بعد سبعينات القرن العشرين بتقنيّة غرس الأيونات، والتي تعتمد بشكل شبه كامل على غاز BF3 كمصدر للبورون.
إنّ غاز ثلاثي كلوريد البورون مهمّ أيضاً في مجال أشباه الموصلات، ولكن ليس كعامل إشابة، إنّما من أجل إجراء عملية تنميش للفلزات وأكاسيدها وذلك بواسطة البلازما.

### أجهزة المغناطيس
إنّ البورون هو عنصر مكوّن من مكوّنات مغناطيس النيوديميوم Nd2Fe14B، والذي يعدّ من أقوى أنواع المغناطيس الدائم. لأجهزة المغناطيس الدائم هذه العديد من التطبيقات المهمّة، والتي تتفاوت من التطبيقات الطبّيّة، مثل دخولها في تركيب أجهزة التصوير بالرنين المغناطيسي MRI، إلى دخولها في تركيب مكبّرات الصوت في الأجهزة المحمولة، حيث تعمل على تأمين حقل مغناطيسي بشكل يكفي لتزويد شدّة صوت كافية.
تستخدم أسلاك مصنوعة من ثنائي بوريد المغنيسيوم MgB2، والتي لها خواص موصلية فائقة، في تركيب أجزاء من أجهزة المغناطيس فائق الموصلية.

### تطبيقات صيدلانيّة
إنّ حمض البوريك له خواص مطهّرة ومضادّة للفطريّات، لذلك يستخدم في أنظمة تنقية المياه في المسابح. كما تدخل المحاليل الممددة من حمض البوريك في صناعة بعض الأدوية الصيدلانية كمادة معقمة.
يعدّ البورون عنصراً فعّالاً في تركيب عقار بورتيزوميب، والذي يصنّف تحت العقاقير المثبّطة للجسيمات البروتينية من أجل علاج الورم النقوي المتعدّد وبعض الأورام اللمفاويّة. يقوم البورون في عقار البورتيزوميب بتثبيط الجسيم البروتيني 26S عن طريق الارتباط معه في الموقع التحفيزي وذلك بإلفة عالية وبشكل انتقائي.
يستخدم البورون-10 كواقي من الإشعاع وكنويدة أوليّة في طريقة علاج السرطان باصطياد النيوترون بالبورون BNCT، لذلك توسم العقاقير الصيدلانيّة بالبورون-10 من أجل هذا الغرض.

### تطبيقات مختلفة
- بسبب كبر المقطع العرضي النيوتروني للبورون، فإنّه يستخدم من أجل التحكّم وضبط التفاعلات في المفاعلات النوويّة.[101] يستخدم البورون اللابلّوري في تركيب المواد المتوهّجة، حيث أنه يعطي لون أخضر مميّز للهب،[102] كما أنّ البورون اللابلّوري يستخدم من أجل تخفيض نقطة انصهار سبائك نيكل-كروم المستخدمة في اللحام بالمونة.[103] يستخدم عنصر البورون كعامل اختزال أثناء عملية إنتاج النحاس من خاماته وذلك من أجل التخلّص من الأكسجين.[104]
- إنّ المواد اللاصقة المعتمدة في تركيبها على النشا والكازين تحوي في تركيبها على البورق (رباعي بورات الصوديوم عشاري الهيدرات Na2B4O7·10 H2O)، كما تحوي بعض مواد مانع التآكل على البورق في تركيبها أيضاً.[105] يستخدم البورق في إنتاج العديد من مواد التنظيف، كما يدخل في تركيب مستحضرات تبييض الأسنان.[106] يستخدم البورق (بورات الصوديوم) كصهارة من أجل لحام الفضّة والذهب، ويستخدم مع كلوريد الأمونيوم من أجل لحام الفلزّات الحديديّة.[107] تستخدم البورات كمواد مضافة في مثبّطات اللهب وذلك في المنتجات البلاستيكية والمطاطية.[108]
- إنّ حمض البوريك H3BO3 له استخدام في مجال إنتاج الألياف الزجاجية في صناعة النسيج وفي مجال الشاشات المسطّحة.[106][109] من المجالات الأخرى التي يستخدم فيها حمض البوريك استخدامه كعامل تشابك في المواد اللاصقة المعتمدة على بولي فينيل أسيتات PVA و بولي فينيل كحول PVOH. كما يستخدم حمض البوريك كمبيد حشري وذلك تجاه النمل والبراغيث والصراصير.[110]
- يستخدم ثلاثي إيثيل البوران (TEB) كمادّة من أجل إشعال وقود النفاثات JP-7 المستخدم في المحرّك النفّاث Pratt & Whitney J58 الموجود في طائرات مثل لوكهيد إس آر-71 بلاك بيرد.[111] كما استخدم TEB أيضاً في السابق من أجل إشعال محرّكات صاروخ ساتورن 5، الذي استخدم من قبل ناسا في برنامج أبولو وبرنامج سكاي لاب بين سنتي 1967 و 1973. يعدّ ثلاثي إيثيل البوران مناسباً لهذه المهّمّات بسبب خاصّيّة تلقائيّة الاشتعال لديه، والتي تعطي درجات حرارة مرتفعة نسبياً.[112] يعد TEB من البادئات الجذريّة، والتي تعمل على تنشيط التفاعلات الكيميائيّة حتّى عند درجات حرارة منخفضة.
- تدخل البورات في تركيب المواد المستخدمة في حفظ الخشب، دون أن يكون لذلك تأثير سلبي على البيئة.[113] كما يعدّ فوق بورات الصوديوم مصدراً للأكسجين الفعال في العديد من المنظّفات والمبيّضات.[114]

## المخاطر
إنّ كلاً من البورون الفلزي وأكسيد البورون وحمض البوريك والبورات والعديد من مركّبات البورون العضويّة هي غير سامّة بالنسبة للإنسان وللحيوانات. إنّ الجرعة المميتة للنصف (LD50) بالنسبة للحيوانات تبلغ 6 غ لكل كغ من وزن الجسم. إنّ الأثر التراكمي من عنصر البورون قد يكون مضرّاً، حيث وجد أنّ تناول البورون بما معدّله 500 مغ لمدة 50 يوم يمكن أن يسبب مشاكل في جهاز الهضم، بالإضافة إلى مشاكل أخرى قد تشير إلى التسمّم.
إنّ البورانات هي مركّبات سريعة الاشتعال، لذا ينبغي الحرص عند التعامل معها، كما أنّ بورهيدريد الصوديوم يعدّ من المواد الخطيرة المسبّبة للحرائق، وذلك لخواصه الاختزاليّة، ولإمكانيّة تحرير الهيدروجين عند التماس مع الأحماض. تعدّ هاليدات البورون من المواد الأكّالة.

## اقرأ أيضاً
- بورق

## وصلات خارجية
- مقالة عن البورون في الموسوعة العربية